# 札幌市立元町小学校
札幌市立元町小学校（さっぽろしりつ もとまちしょうがっこう）は、北海道札幌市東区にある公立小学校。

## 概要
1965年（昭和40年）1月19日に北園小学校、札幌小学校、栄小学校からの児童382名を迎えて開校。当時は木造2階建ての校舎であった。
1971年（昭和46年）には児童1500名まで膨れ上がったが、1972年（昭和47年）の元町北小学校の開校や明園小学校への通学区域変更、1981年（昭和56年）の開成小学校の開校により、児童数は安定していった。2022年現在は、23学級、児童635名。